# Jan Czuwara
Jan Czuwara (ur. 18 października 1995) – polski piłkarz ręczny, lewoskrzydłowy, od 2018 zawodnik Górnika Zabrze.

## Kariera sportowa
Wychowanek Żagwi Dzierżoniów. Następnie gracz Siódemki Miedź Legnica, w barwach której zadebiutował w sezonie 2012/2013 w Superlidze. W sezonie 2013/2014 zdobył 104 bramki w I lidze. W 2014 przeszedł do Zagłębia Lubin. W sezonie 2016/2017, w którym rozegrał 31 meczów i rzucił 114 goli, został wybrany odkryciem sezonu w Superlidze. W sezonie 2017/2018 wystąpił w 20 meczach i zdobył 85 bramek. Na początku lutego 2018 przeszedł do Górnika Zabrze, z którym podpisał trzyipółletni kontrakt. W drugiej częście sezonu 2017/2018 rozegrał w barwach zabrzańskiej drużyny 15 spotkań i rzucił 47 goli.
Reprezentant Polski w kategoriach juniorów i młodzieżowców. W 2013 uczestniczył w otwartych mistrzostwach Europy U-19 w Szwecji (5. miejsce). Wraz z kadrą B wystąpił w 2014 w turnieju rozegranym na Litwie, rzucając w trzech meczach 14 bramek. W listopadzie 2016 wraz z reprezentacją B wziął udział w turnieju w Płocku – w trzech spotkaniach zdobył dwa gole. W grudniu 2016 znalazł się w szerokiej kadrze seniorów na mistrzostwa świata we Francji.
W reprezentacji Polski seniorów zadebiutował 8 czerwca 2017 w przegranym meczu ze Szwecją (27:33), w którym zdobył dwie bramki.

## Życie prywatne
Młodszy brat piłkarza ręcznego Wojciecha Czuwary.

## Sukcesy
Indywidualne
- Odkrycie sezonu 2016/2017 w Superlidze (Zagłębie Lubin)[5]